# Премія YUNA (10-та церемонія вручення)
«YUNA» — щорічна українська національна професійна музична премія. Десята церемонія відбулася 12 травня 2021 року. Захід ушанував найкращих в українській музиці у період з 1 листопада 2019 року до 31 жовтня 2020 року.

## Оголошення номінантів
9 грудня 2020 року оргкомітет премії назвав номінантів YUNA 2021.
Урочисте оголошення відбулося у закладі Healthy Fast Food Outlet за присутності представників ЗМІ та українських артистів, серед яких KAZKA, Lida Lee, NINO, Alina Pash, Артем Пивоваров, БЕZ ОБМЕЖЕНЬ, Еліна Іващенко, Анна Трінчер та інші.
Під час заходу організатори Національної музичної премії YUNA отримали конверти зі списками претендентів на нагороду від представника компанії Deloitte Ukraine.
Номінантів та переможців YUNA обирають 79 експертів в музичній індустрії, профайли кожного з яких можна знайти на офіційному сайті.

## Номінанти та переможці
| Найкращий виконавець | Найкраща виконавиця |
| --- | --- |
| - Monatik - Сергій Бабкін - Макс Барських - Артем Пивоваров - Khayat | - alyona alyona - Jerry Heil - NK - Аліна Паш - Ольга Полякова |
| Найкращий поп-гурт | Найкращий рок-гурт |
| - Tvorchi - Kadnay - Kazka - Mozgi - Время и Стекло | - The Hardkiss - O.Torvald - Pianoбой - Без обмежень - Бумбокс |
| Найкраща пісня | Найкраща пісня іншою мовою |
| - Артем Пивоваров — «Дежавю» - Тіна Кароль та Юлія Саніна — «Вільна» - The Hardkiss — «Гора» - Антитіла — «Кіно» - The Hardkiss та Monatik — «Кобра» | - Вірка Сердючка — «Make It Rain Champagne» - Krutь — «99» - Monatik та Віра Брежнєва — «ВЕЧЕРиНОЧКА» - NK — «AHUEVO» - Tvorchi — «Bonfire» |
| Найкращий електронний хіт | Найкращий естрадний хіт |
| - Tvorchi — «Bonfire» - Maruv та BOOSIN — «I Want You» - Onuka — «Сеанс» - Kadnay — «DanceDiscoParty» - Ivan Navi — «Холодна ніч» | - Олег Кензов — «По кайфу» - Олег Винник — «Безумная любовь» - DZIDZIO та Оля Цибульська — «Киця» - Ірина Білик — «Красная помада» - Потап, Олег Винник, Оля Полякова — «Свят! Свят! Свят!» |
| Найкраща пісня для фільму | Найкращий хіп-хоп хіт |
| - Тіна Кароль та Юлія Саніна — «Вільна» (фільм «Віддана») - Джамала — «Ціна правди» («Ціна правди») - Потап, Олег Винник, Оля Полякова — «Свят! Свят! Свят!»(«Скажене весілля 2») - Камерний хор Inspiratum — «Viva Forever» («Мої думки тихі») - KAZKA — «Літаки» («Побачення у Вегасі») - Катя Chilly — «Тече річка невеличка…» («Тарас. Повернення») | - alyona alyona & Kalush — «Гори» - Alina Pash — «Bosorkanya» - MamaRika — «MAVKA» - Бумбокс та Крихітка — «Ангела» - ТНМК — «Історія України за 5 хвилин» |
| Найкращий альбом | Найкращий відеокліп |
| - Tvorchi — «13 Waves» - Макс Барських — «1990» - NK — «Ecléctica» - KAZKA — «Nirvana» - TAYANNA — «Жіноча сила» - Артем Пивоваров — «Земной» | - Танок на майдані Конґо — «Історія України за 5 хвилин» (реж. Сашко Даниленко) - Бумбокс та Крихітка — «Ангела» (реж. Стас Гуренко) - Monatik та Віра Брежнєва — «ВЕЧЕРиНОЧКА» (реж. Таня Муїньо) - Антитіла — «Кіно» (реж. Сергій Вусик, Ростислав Васильєв, Олексій Веренчик) - The Hardkiss та Monatik — «Кобра» (реж. Валерій Бебко) |
| Відкриття року | Найкращий дует |
| - Lida Lee - Go A - Kosmopolis - Our Atlantic - АСАФАТОV | - Тіна Кароль та Юлія Саніна — «Вільна» - Бумбокс та Крихітка — «Ангела» - Monatik та Віра Брежнєва — «ВЕЧЕРиНОЧКА» - Без Обмежень, Kozak System, СКАЙ, Артур Данієлян — «Героям» - The Hardkiss та Monatik — «Кобра» |
| Інший формат | Найкраще концертне шоу |
| - ДахаБраха - ALLOISE - Pur:Pur - ЛУНА - Євген Хмара | - The Hardkiss — «The HARDKISS. Акустика» - Green Grey — «Вертикальний концерт Live In Kyiv» - KAZKA — «NIRVANA» - АНТИТІЛА — «HELLO Kyiv Live» - Время и Стекло — «Последний танец» |
| Найкращий менеджмент артиста | За особливі досягнення в музиці |
| - Єгор Кір'янов — The HARDKISS - Ірина Монатік, MONATIK Corporation — MONATIK - AMAMUSIC, NIKITIN Talent Management — KAZKA - Pivovarov Team — Артем Пивоваров - Primat Production — O.Torvald - Secret Service Entertainment Agency — Оля Полякова, MAX BARSKIH, Jerry Heil - YULA Company, Петро Заставний — TVORCHI - YULA Company, Сніжана Бабкіна — Сергій Бабкін - Аліна Макарець — KHAYAT - Андрій Іноземцев — Alina Pash - БЕZ ОБМЕЖЕНЬ Agency — БЕZ ОБМЕЖЕНЬ - Віталій Харенко, Володимир Ващенко, Олексій Согомонов, Ольга Черткова (Музика для мас) — Бумбокс - Ілона Пашкевич, Валерія Коваль (NICE2CU) — NK - Лейбл Enko — alyona alyona - Марія Куликова, Ольга Шурова — Pianoбой - Олексій Потапенко, Ірина Горова (продюсерський центр MOZGI Entertainment) — MOZGI, Время и Стекло - Олена Коляденко — KADNAY | - Тіна Кароль |

*Жирним шрифтом виділені переможці в кожній номінації.